# Marin Cotoanță
Marin Cotoanță (n. 23 martie 1926, Măldăeni, județul Teleorman - d. 8 septembrie 1994, București) a fost un cunoscut cobzar și lăutar virtuoz din România.

## Biografie
S-a născut la 23 iulie 1926 în Măldăeni, județul Teleorman într-o familie de vestiți lăutari de pe meleagurile Brumnașului. 
Din 1936 începe să studieze cobza cu bunicul său, în 1945 intrând în orchestra Mariei Tănase. 
În 1953 este angajat la Orchestra de muzică populară Radio, înregistrând până în 1965 o serie de balade și melodii lăutărești rurale pentru fonoteca de aur a radiodifuziunii. 
În 1966, respectiv 1968 înregistrează cele două discuri mici ale sale, sub bagheta dirijorilor George Vancu și Radu Voinescu. 
Marin Cotoanță i-a însoțit în concerte pe marii artiști români, începând cu Maria Tănase, Fărâmiță Lambru, Ion Albeșteanu, Marin Chisăr și alții.
Moare la 8 septembrie 1994.

## Discografie
- EPC 10.430: Marin Cotoanță (disc Electrecord, 1968)
- ST-EPE 03774: Marin Cotoanță (disc Electrecord, 1990)
- ADD 171: Orchestra de muzică populară Radio. Instrumentiști virtuozi (editura Casa Radio, 2006)
- EDC 1006: Comori ale muzicii lăutărești. Mari cobzari - Să-mi cânți cobzar bătrân (CD Electrecord, 2011)